# The Greatest (canção de Lana Del Rey)
"The Greatest" é uma canção da artista e compositora estadunidense Lana Del Rey. A faixa foi lançada como o segundo single promocional do sexto álbum de estúdio da artista Norman Fucking Rockwell! em 22 de agosto de 2019. Em 22 de agosto de 2019, Del Rey lançou um vídeo musical "duplo" com "The Greatest" e "Fuck It I Love You". Mais tarde naquele dia, ela lançou ambas faixas como single promocional conjunto nas lojas digitais e plataformas de streaming. A faixa foi enviada para as rádios italianas em 13 de setembro de 2019, servindo assim como o quinto single oficial do álbum.

## Escrita e composição
A faixa foi composta e produzida por Del Rey e Jack Antonoff. Liricamente, Del Rey canta sobre a falta dos "bons e velhos tempos" em seus relacionamentos e do mundo em geral, mas expressando ainda mais frustrações com a forma como o mundo mudou: "A cultura está acesa e eu me diverti muito. Eu acho que vou embora apesar de tudo ... Se é isso, eu estou indo embora". Del Rey faz inúmeras referências à cultura pop e atual, incluindo a canção "Life on Mars" de David Bowie, os livestreams do Instagram, os The Beach Boys, os efeitos destrutivos dos incêndios florestais na Califórnia em 2018, e seu infame desentendimento com o rapper Kanye West devido ao apoio dele ao presidente Donald Trump.

## Vídeo musical
Sendo a segunda parte de seu vídeo musical "duplo", a canção se inicia depois de ondas agitadas e uma cena de Long Beach serve como prelúdio. Apresentando a mesma sequência no bar da parte do vídeo de "Fuck It, I Love You", Del Rey continua a cantar em frente a um cenário gradiente de néon, enquanto novas cenas dela vagando pelo porto de Long Beach em Veneza usando uma jaqueta escrito "Locals Only". Uma reminiscência cenas ao seu vídeo para a canção "Ride", Del Rey joga dardos e bilhar no bar acompanhado por homens mais velhos, aparentemente motoqueiros. É então mostrado cenas da cantora em um jukebox, que mostram uma série de canções de outros artistas no qual Del Rey já fez cover, incluindo "Doin' Time" dos Sublime e "Chelsea Hotel #2" de Leonard Cohen, assim como "Life on Mars" de David Bowie, "Pacific Ocean Blue" de Dennis Wilson, "Kozmic Blues" de Janis Joplin, "Grace" de Jeff Buckley e "Bluebirds over the Mountain" de Ritchie Valens, entre outros. No final do vídeo, os clientes satisfeitos do bar são mostrados (um deles é o irmão de Del Rey, Charlie). O vídeo termina com uma cena de Del Rey sentada em um barco "indo para a frente", semelhante a como ela está na capa do álbum.
O vídeo foi dirigido por Rich Lee, que anteriormente já produziu outros vídeos musicais da artista como "Love", "Lust for Life, "White Mustang", entre outros. Com mais de nove minutos de duração, o vídeo também foi considerado um curta-metragem. Embora Del Rey tenha lançado visuais para "Mariners Apartment Complex" e "Venice Bitch" do álbum, ela referiu ao vídeo duplo como seu "primeiro vídeo do álbum" várias vezes.

## Análise da crítica
A canção recebeu aclamação da crítica após seu lançamento, com vários críticos considerando-a uma de suas melhores canções. Claire Shaffer da Rolling Stone afirmou que a canção apresenta "Del Rey refletindo sobre o estado do pop ... bem como o estado do mundo." Tosten Burks da Spin que ambas "Fuck It, I Love You" e "The Greatest" eram "baladas de rock surfista que refletem a mística perdida da Califórnia." James Rettig do Stereogum elogiou ainda mais o som californiano e chamou ambas as canções de "os dois vislumbres mais promissores de Norman Fucking Rockwell." Escrevendo para o NME, Rhian Daly chamou a canção de "talvez uma das melhores canções que ela já escreveu." Designando a canção como Best New Track, Sam Sodomsky da Pitchfork escreveu:
| “ | 'The Greatest' é um caleidoscópio de rádio de rock clássico transmitido pelas lentes silenciosas e psicodélicas de Lana. A bateria rola em câmera lenta, os solos de guitarra são confusos, o piano é gravado para que você possa sentir o tapete felpudo sob ele. Em vez de se deleitar com texturas vintage, Lana fica inquieta, elogiando sua juventude apática enquanto incorpora repetidamente as palavras 'a cultura está iluminada', como se tentasse dançar em meio às lágrimas. É uma forma divertida e elegante de expressar um sentimento comum de desamparo e superestimulação. E se ela parece mais em paz do que o resto de nós, é porque ela está aqui há um tempo, esperando que a atualizemos antes que seja tarde demais. | ” |

### Listas dos críticos
| Publicação | Lista                                     | Pos. | Ref.   |
| ---------- | ----------------------------------------- | ---- | ------ |
| Pitchfork  | As 200 Melhores Canções da Década de 2010 | 79   | [ 21 ] |
| Pitchfork  | As 100 Melhores Canções de 2019           | 2    | [ 22 ] |
| GQ         | 20 Melhores Canções de 2019               | -    | [ 23 ] |
| The Ringer | As Melhores Canções de 2019               | 9    | [ 24 ] |
| Vulture    | As Melhores Canções de 2019               | 1    | [ 25 ] |
| Billboard  | 100 Melhores Canções de 2019              | 11   | [ 26 ] |

## Desempenho nas tabelas musicais
| Tabela musical (2019)                                     | Melhor posição |
| --------------------------------------------------------- | -------------- |
| Estados Unidos (Billboard Alternative Digital Song Sales) | 22             |
| Nova Zelândia (RMNZ Hot Singles)                          | 12             |

## Histórico de lançamentos
| Região | Data                   | Formato                | Gravadora          | Ref.        |
| ------ | ---------------------- | ---------------------- | ------------------ | ----------- |
| Vários | 22 de agosto de 2019   | Download digital       | Interscope Polydor | [ 1 ] [ b ] |
| Itália | 13 de setembro de 2019 | Contemporary hit radio | Universal          | [ 3 ]       |